# Matamoras, Pennsylvania
Matamoras là một thị trấn thuộc quận Pike, tiểu bang Pennsylvania, Hoa Kỳ. Năm 2010, dân số của thị trấn này là 2469 người.